# Paralaubuca stigmabrachium
Paralaubuca stigmabrachium es una especie de peces de la familia de los Cyprinidae en el orden de los Cypriniformes.

## Hábitat
Es un pez de agua dulce.

## Distribución geográfica
Se encuentran en las cuencas de los ríos Chao Phraya y Mekong.